# モーニング娘。ベストセレクションアルバム〜The25周年〜発売記念スペシャル
『モーニング娘。ベストセレクションアルバム〜The25周年〜発売記念スペシャル』（モーニングむすめ ベストセレクションアルバム ザ にじゅうごしゅうねん はつばいきねんスペシャル）は、スペースシャワーネットワーク制作によるモーニング娘。'23の特集番組。2023年8月28日にスペースシャワーTVにて放送された。

## 概要
モーニング娘。の結成25周年記念、およびそれを記念したベストアルバムの発売に併せて制作された特集番組であり、 ベストセレクションにちなんだ企画を実施。

## 内容
番組の内容は下記の通り。
- 現役メンバーが選ぶモーニング娘。すべての曲の中での推し曲
- 現役メンバーによるプライベートフォト ベストセレクション
- ベスト・オブ・イントロキング

## 出演
- モーニング娘。'23
  - 譜久村聖
  - 生田衣梨奈
  - 石田亜佑美
  - 小田さくら
  - 牧野真莉愛
  - 羽賀朱音
  - 横山玲奈
  - 北川莉央
  - 岡村ほまれ
  - 山﨑愛生
  - 櫻井梨央

補足
 当グループの現役メンバーの野中美希は当番組の収録当時、新型コロナウイルス感染を理由に当番組の出演を欠席したほか、同年5月23日に当グループに加入した井上春華、および弓桁朱琴は当番組には出演していない。

## 放送時間
| 放送期間      | 放送日時             | 放送局             | 備考   |
| ------------- | -------------------- | ------------------ | ------ |
| 2023年8月28日 | 月曜日 22:30 - 23:00 | スペースシャワーTV | 本放送 |

## スタッフ
- 制作：スペースシャワーネットワーク
- 製作著作：スペースシャワーTV